# 京成3700形電車
京成3700形電車（けいせい3700がたでんしゃ）は、1991年（平成3年）3月19日から運用を開始した、京成電鉄の通勤形電車。

## 概要
1991年3月19日、成田空港ターミナル直下への乗り入れと北総開発鉄道（現：北総鉄道）北総・公団線（当時）2期線の開通を機に導入された。京成の新規製造の通勤車では初めてVVVFインバータ制御を採用した。都営地下鉄浅草線・京浜急行電鉄各線や北総線への直通運転にも対応しており、このほか、同時期に製造された北総7300形は採用色や標記類が異なるが、ほぼ同一設計である。
車両番号の付番法は、3600形と同様に第1編成は3701 - 3708、第2編成は3711 - 3718で、末尾9と0は欠番、直通運転先の京浜急行電鉄と同様に浦賀方先頭車の車号で3708・3718編成と呼称する。
初代3000形から3150形までの通称「赤電」と北総開発鉄道および千葉急行電鉄へリース・譲渡された京急1000形最初期車（北総では7150形）の置き換えを目的に、2002年（平成14年）3月までに8両固定編成15本と6両固定編成2本の計132両が製造された。8両編成4本の32両は北総鉄道（そのうちの1本は千葉ニュータウン鉄道）にリースしており、また後述の脱線事故で6両廃車されたことにより、2024年現在は8両編成10本と6両編成2本（12両）の92両が在籍している。
本形式の設計にあたっては「メンテナンスの容易化」・「省エネルギー化」・「乗り心地の向上」・「旅客サービスの向上」などをコンセプトにした。
この形式以降、京成では「クハ」「サハ」「モハ」の呼称を取り止め、関西私鉄の一部や営団→東京メトロと同じく、京成では車両の形式を番号のみで行うようになった。

## 車両概説
本項目では共通事項について述べ、次車別の変更については後述する。

### 車体
軽量ステンレス製で、幕板・腰板部はヘアライン仕上げ、吹寄部はダルフィニッシュ仕上げとして外観に変化を持たせた。前頭部は普通鋼製とし、シルバーメタリックに塗装を施している。前部は中央で「く」の字に折れ曲がったデザインとした。
前面デザインは4枚のフロントガラス類が一体に見えるブラックフェイスを採用した。非常用貫通扉は車掌台側に寄せることで、運転席側ガラスを大形化して、視野拡大を図った。初期タイプでは急行灯が上部に設置された。3600形や3200形・3300形更新車などで採用された種別表示器は本形式でも引き継がれ、貫通扉に設置された。
側窓は乗務員室次位を除きすべて2連窓としたが、同じ窓配置をもつ京急1500形に比べて車端部と扉間とで窓幅の差が小さい。そのため両端の扉が従来よりも車両中心に寄った間取りとなり、扉横の座席との間のスペースが左右で異なるほか、車端の座席が6人掛けとなった。この特徴は3400形や北総鉄道7300形、同9100形（ただし中間車の車端部はクロスシート）についても同様である。
車体帯色は3600形以前のファイアーオレンジ帯に代わって、AE100形で採用されたヒューマンレッド■とフューチャーブルー■のカラーフィルム帯が巻かれた。このカラーリングは現行の標準塗装となり、1993年以降従来車でも塗り替えを開始している。
冷房装置は、集約分散式の能力18,000kcal/h（20.93kW）の装置である。この装置は三菱電機製のCU-716形または東芝製のRPU-6006形を各車に2基搭載する。装置はDC-DCコンバータ（後述）からの直流600Vを電源とするインバータ制御方式であり、1両あたりの容量は41.9kW（36,000kcal/h）である。また8両編成の浦賀（上野）寄り3両目（一位が6の車両）は弱冷房車としている。
先頭車の屋根上にラジオ受信アンテナを搭載したほか、京成の車両で初めて乗降促進用車外スピーカーを各車側面に配置した。

### 主要機器
制御装置は、1990年（平成2年）に登場したAE100形に引き続き東洋電機製造製GTOサイリスタ素子によるVVVFインバータ制御を採用した。制御方式は1台の制御器で主電動機を8台制御する1C8M方式としている。
補助電源装置としてGTO素子を使用したDC-DCコンバータ（DDC）（東芝製・COV019-C0形・容量150kW）を、空気源装置にはレシプロ式交流電源駆動の空気圧縮機（CP）C-2000LMをそれぞれ搭載している。
パンタグラフは下枠交差式を、一位が2と7の車両に2台、一位が5の車両の片側に1台をそれぞれ搭載している。なお6次車以降はシングルアームパンタに変更されている。
その後、5次車以前もシングルアームパンタグラフへ交換された。京成仕様の8両編成では、3818編成の交換を最後にシングルアームパンタグラフへ交換した。2両を廃車の上、6両編成化した3748編成も、すべてシングルアームパンタグラフに交換した。北総鉄道にリースされている7808編成の交換を最後に本系列のシングルアームパンタグラフの交換が完了した。
駆動装置は、TD平行カルダンとWN平行カルダンの2種類が使用されている。主電動機メーカーは駆動装置によって異なり、TD平行カルダンは東洋電機製造製、WN平行カルダンは三菱電機製である。
3600形以来、本形式1次車の3728編成までは編成の半数で両方を使用していたが、3738編成以降は両方を各編成単位で使用することになった。具体的には、3708 - 3728編成の一位1・2・4号車および3738・3768・3788・3808・3828・3848・3868編成がTD平行カルダン・東洋製TDK-6170-A電動機（3848・3868編成はTDK-6170-A1）、その他はWN平行カルダンで三菱製MB-5041-A電動機（3838・3858編成はMB-5041A2）である。両者とも同一設計で出力は130kW、京成社内での制式呼称はKMM6170である。
起動加速度は3.5km/h/s、減速度は常用が4.0km/h/s、非常用が4.5km/h/s。歯数比は1:6.07である。限流値（電動機に流す電流の量）は73.3Aである。
台車は電動台車が揺れ枕形ダイアフラム空気ばね・SUミンデン式のFS-547、付随台車がFS-047である。基礎ブレーキは片押し式の踏面ブレーキである。
MT比は8両編成が6M2T、6両編成（3828・3838編成の2本）は4M2T（一位が4と5の中間車は欠番）。京浜急行電鉄の車両規定を適用し、先頭車が制御電動車、付随車は一位が3と6の中間車に位置する。

### 車内設備
室内のカラースキームは、3600形とは異なり、アイボリーホワイト模様入りの化粧板に、濃いピンク色の座席と床材がベージュ濃淡とされた。1人分の掛け幅は440mmとされた、また優先席部の座席は水色の座席とされた。つり革は2005年12月 - 2006年2月に全車両（北総にリースした3808編成も含む）の優先席付近のものを黄色いタイプのものに変更した。同時に窓には優先席を表すステッカーも貼付された。
3600形電車まで設置されていた冷房時の補助送風機としての首振り式扇風機に変わって、新たにラインデリアを採用（先頭車6台・中間車7台）した結果天井構造は平滑化された。それだけでなく、客用座席端に仕切り板の設置、LED式車内案内表示器の設置など、京成では初めて採用したものも多い。なお、ドアチャイムは準備工事にとどまっている。
電動車の主電動機点検蓋は交流誘導電動機を採用したことでメンテナンス軽減が図られることからAE100形と同様に省略された。
側窓はいずれも開閉可能（一部除く）な2連窓である。ガラス枠の周囲やピラーは黒く塗装されている。

### 乗務員室
乗務員室内はグリーンの配色、運転台計器盤は黒色としている。貫通扉が車掌台側に寄せられたため、3600形よりも配置に余裕がある。運転台の主幹制御器は3600形やAE100形に引き続きT型ワンハンドル式を採用した（力行1 - 5・常用ブレーキ1 - 5・非常）。加えて、計器盤右側には故障などを表示するモニタ装置のディスプレイが設置された。
乗務員室仕切りは客室から見て左から大窓・仕切扉窓・2段窓がある・遮光幕は左側2枚の窓のみ設置してある。

## 編成

### 編成表

#### 1 - 5次車
|          | ← 浦賀       | ← 浦賀      | ← 浦賀     | ← 浦賀       | ← 浦賀      | ← 浦賀     | ← 浦賀      | ← 浦賀       | 竣工時期 | 製造 | リース     |
| 形式     | 3700-8 (M2c) | 3700-7 (M1) | 3700-6 (T) | 3700-5 (M1') | 3700-4 (M2) | 3700-3 (T) | 3700-2 (M1) | 3700-1 (M2c) | 竣工時期 | 製造 | リース     |
| 搭載機器 | CP           | VVVF        | DDC        | VVVF         | CP          | DDC        | VVVF        | CP           | 竣工時期 | 製造 | リース     |
| 1次車    | 3708         | 3707        | 3706       | 3705         | 3704        | 3703       | 3702        | 3701         | 1991.03  | 日車 | —          |
| 1次車    | 3718         | 3717        | 3716       | 3715         | 3714        | 3713       | 3712        | 3711         | 1991.03  | 日車 | —          |
| 1次車    | 3728         | 3727        | 3726       | 3725         | 3724        | 3723       | 3722        | 3721         | 1991.04  | 東急 | —          |
| 2次車    | 3738         | 3737        | 3736       | 3735         | 3734        | 3733       | 3732        | 3731         | 1994.12  | 東急 | 千葉9808   |
| 2次車    | 3748         | 3747        | 3746       | 3745         | 3744        | 3743       | 3742        | 3741         | 1995.02  | 日車 | (北総7818) |
| 3次車    | 3758         | 3757        | 3756       | 3755         | 3754        | 3753       | 3752        | 3751         | 1996.01  | 東急 | —          |
| 3次車    | 3768         | 3767        | 3766       | 3765         | 3764        | 3763       | 3762        | 3761         | 1995.12  | 日車 | 北総7838   |
| 3次車    | 3778         | 3777        | 3776       | 3775         | 3774        | 3773       | 3772        | 3771         | 1996.03  | 東急 | 北総7828   |
| 3次車    | 3788         | 3787        | 3786       | 3785         | 3784        | 3783       | 3782        | 3781         | 1996.03  | 日車 | —          |
| 4次車    | 3798         | 3797        | 3796       | 3795         | 3794        | 3793       | 3792        | 3791         | 1997.05  | 東急 | —          |
| 4次車    | 3808         | 3807        | 3806       | 3805         | 3804        | 3803       | 3802        | 3801         | 1997.12  | 日車 | 北総7808   |
| 5次車    | 3818         | 3817        | 3816       | 3815         | 3814        | 3813       | 3812        | 3811         | 1998.11  | 日車 | —          |

#### 6次車
|          | ← 京成上野   | ← 京成上野  | ← 京成上野 | ← 京成上野 | ← 京成上野  | ← 京成上野   | 竣工時期 | 製造 |
| 形式     | 3700-8 (M2c) | 3700-7 (M1) | 3700-6 (T) | 3700-3 (T) | 3700-2 (M1) | 3700-1 (M2c) | 竣工時期 | 製造 |
| 搭載機器 | CP           | VVVF        | SIV        | SIV        | VVVF        | CP           | 竣工時期 | 製造 |
| 6次車    | 3828         | 3827        | 3826       | 3823       | 3822        | 3821         | 2000.01  | 東急 |
| 6次車    | 3838         | 3837        | 3836       | 3833       | 3832        | 3831         | 2000.02  | 日車 |

#### 7 - 9次車
|          | ← 浦賀       | ← 浦賀      | ← 浦賀     | ← 浦賀       | ← 浦賀      | ← 浦賀     | ← 浦賀      | ← 浦賀       | 竣工時期 | 製造 |
| 形式     | 3700-8 (M2c) | 3700-7 (M1) | 3700-6 (T) | 3700-5 (M1') | 3700-4 (M2) | 3700-3 (T) | 3700-2 (M1) | 3700-1 (M2c) | 竣工時期 | 製造 |
| 搭載機器 | CP           | VVVF        | SIV        | VVVF         | CP          | SIV        | VVVF        | CP           | 竣工時期 | 製造 |
| 7次車    | 3848         | 3847        | 3846       | 3845         | 3844        | 3843       | 3842        | 3841         | 2001.01  | 東急 |
| 8次車    | 3858         | 3857        | 3856       | 3855         | 3854        | 3853       | 3852        | 3851         | 2001.08  | 日車 |
| 9次車    | 3868         | 3867        | 3866       | 3865         | 3864        | 3863       | 3862        | 3861         | 2002.03  | 東急 |

#### 事故復旧後の組成
3748編成6両（2021年12月 - 2022年11月）
|                           | ← 京成上野     |               |              |              |                 |                |
| 形式                      | 3700-8 （M2c） | 3700-7 （M1） | 3700-6 （T） | 3700-3 （T） | 3700-2 （M1）   | 3700-1 （M2c） |
| 搭載機器                  | CP             | VVVF          | DDC          | DDC          | VVVF            | CP             |
| 車両番号 （旧車号）       | 3748           | 3747          | 3746         | 3743         | 3742(II) (3745) | 3741           |
| 備考：3744と3742(I)は廃車 |                |               |              |              |                 |                |

3788編成（2023年3月 - ）
|                                                                                  | ← 浦賀          |                 |            |              |             |            |             |              |
| 形式                                                                             | 3700-8 (M2c)    | 3700-7 (M1)     | 3700-6 (T) | 3700-5 (M1') | 3700-4 (M2) | 3700-3 (T) | 3700-2 (M1) | 3700-1 (M2c) |
| 搭載機器                                                                         | CP              | VVVF            | DDC        | VVVF         | CP          | DDC        | VVVF        | CP           |
| 車両番号 （旧車号）                                                              | 3788(II) (3748) | 3787(II) (3747) | 3786       | 3785         | 3784        | 3783       | 3782        | 3781         |
| 備考：旧3788編成の3788(I)・3787(I)と、3748編成の3746・3743・3742(II)・3741は廃車 |                 |                 |            |              |             |            |             |              |

凡例
- VVVF：主制御器（VVVFインバータ/1C8M）
- DDC：補助電源装置（DC-DCコンバータ）
- SIV：補助電源装置（静止形インバータ）
- CP：空気圧縮機
- 日車：日本車輌製造
- 東急：東急車輛製造
- 網掛け：消滅もしくは構成が変更された編成

### 脱線事故への対応
青砥駅での脱線事故
2020年6月12日、北総7818編成（京成3748編成のリース）の7812号車（京成3742号車）が青砥駅で脱線事故を起こし、翌2021年6月にリースバックの上で8月から10月にかけて6両編成化改造が実施された。3742・3744号車を脱車し、3745号車（M1'）を3742号車（M1、2代目）として改番のうえ、組成位置を変更するとともにパンタグラフ（シングルアーム式）を増設した。
6両となった3748編成は2021年12月より営業運転に復帰。脱車された2両は11月12日に廃車となっている。既存のパンタグラフ3基は下枠交差型のままとされたため混在している姿が見られたが、後に全てシングルアーム式へ交換された。なお、後の事故の影響によりこの編成は1年弱で消滅している。
京成高砂駅構内での脱線事故
2022年11月17日に発生した京成高砂駅での脱線事故では3788編成の3788号車が当該車両となっており、翌年に入り編成組替えが行われた。3788号車・3787号車の2両を脱車し、代わりに3748編成の3748号車・3747号車を改番の上で組み入れており、2023年3月より営業運転に復帰した。3748編成由来の2両は窓ガラスと座席仕切りが未交換のため、既存の6両とは違いが目立つ格好となっている。なお脱車された2両と3748編成の余剰車4両は3月22日に廃車となっている。

## 各次車概説
本形式は製造期間が11年と長く、その間に以下のようなマイナーチェンジが行われた。

### 1次車（3708 - 3728編成）
1次車の3708 - 3728編成は1991年3月 - 4月に8両編成3本が落成し、最後まで非冷房で残存していた通称「赤電」の3000形全車と3050形3076 - 3075、さらに京急からのリース車両である1000形1037 - 1040を置き換えた。落成当初は前面スカートが存在していなかったが、1995年6月 - 8月にかけて設置されている。
1次車と北総7300形7308・7318編成は車外スピーカーの乗降促進チャイム音が2次車以降および3400形・3500形更新車とは異なる。
1991年3月19日の成田空港ターミナル直下乗り入れ時に伴うダイヤ改正当日は3200形が充当されたが、本形式は翌20日から1995年（平成7年）4月1日の千葉急行線大森台 - ちはら台間開通に伴うダイヤ改正までは平日夜間に定期運用で京成車8両が京急久里浜線三崎口（京急線内特急）まで乗り入れていた（三崎口からは折り返し京成成田行として運転。京急線内特急、都営浅草線・京成線内通勤特急）。同運用は当初「赤電」と呼ばれる先頭車前位台車にモーターを装着する車両（3050形・3100形など）が使用されることが多かったが、性能の違いでダイヤに遅れが多発していたことから、本形式と3400形が増えるとそれらがよく使用された。なお、後述する2次車も落成後の営業運転開始日から1995年3月30日までの間にこの運用に使用された実績もあったが、最終日の同月31日は3150形が充当された。この運用は同年4月1日から都営5300形に変更された（ただし、三崎口からの折り返しは泉岳寺止まり）。以後長らく三崎口への乗り入れは復活していなかったが、2019年8月6日8:30頃に発生した停電によりダイヤが乱れたため同日に1往復に限り三崎口へ入線した。1998年12月以降は、2012年まで行われた1月3日の箱根駅伝対策臨時ダイヤ以外は空港線への乗り入れのみである。

### 2次車（3738・3748編成）
1992年（平成4年）度と1993年（平成5年）度はAE100形の増備や3400形を新たに製造するため、本形式の製造はなかったが、1994年（平成6年）度に増備が再開され、同年12月に2次車の3738編成が、続いて1995年2月に3748編成が落成した。
1次車との相違点は下記の通りである。
1. 正面への排障器（スカート）の装着
2. 先頭車への車椅子スペースの設置
3. 室内の冷房装置フィルターの小型化
4. 前面の種別表示窓の周りの出っ張りがなくなり、平面化
5. 行先・種別表示器の書体に小文字併用の英字併記細ゴシック体（ナール）を採用
6. 発車予告の車外放送に音量調整機能（大・中・小）を追加（検査時に音量調整なしの出力増幅器になる場合あり）。同時に乗降促進チャイム音を3400形と同様のものに変更。
7. 車掌台側設定器上へのカバン置き台の新設
8. 前面窓ガラスと計器盤の隙間に物を落とさないようにゴムを取り付け
9. 乗務員室仕切扉下部へのルーバー取り付けとそれに伴う仕切り扉の遮光板の遮光幕への変更
10. 車掌台と運転台の各足元への暖房器の増設
11. 京急空港線京急蒲田駅付近の急曲線に対応させるため妻面の雨樋を内側に取り付け

1次車においても、7.と8.については改造で施工、5.の種別・行先表示器については1998年（平成10年）11月18日の「エアポート特急」運転開始時のダイヤ改正までに交換（種別表示器は2002年10月ダイヤ改正による新種別登場により再度交換）された。1.のスカートに関しては両編成とも六角形のタイプを搭載していたが（写真参照）、1995年4月に3748編成が、同年5月に3738編成がそれぞれ現行の逆台形タイプに変更され、1次車も後に設置し、以後の新車はすべて同タイプを採用した。

### 3 - 5次車（3758 - 3818編成）
3次車は1995年12月 - 1996年（平成8年）3月に落成した3758 - 3788編成が該当する。同グループから室内シートがオレンジ模様入りの個別シートになった。また、電圧計の設置位置を窓内側から壁側に移動した。
1995年度は、3100形の置き換えと京成西船 - 勝田台間で競合する東葉高速線の開業に対抗するための所要時分短縮を目的に、一挙に32両が増備された。翌1996年度の増備はなかった。
1997年（平成9年）5月に4次車の3798編成が3次車と同仕様で落成し、3150形を北総にリースすることに伴い、北総の7150形がすべて置き換えられた。また3798編成の落成で3700番台の番号は埋まり、以後の製造分からは3800番台を付与することとなり、同年12月に3808編成が落成した。この編成は3798編成と同様に4次車である。なお、この頃から3600形の8両編成化が行われている。
1998年11月に3・4次車と同じ仕様で5次車にあたる3818編成が落成した。この時点で本形式は8両編成12本、計96両になり、当時の3500形と同じ車両数になった。

### 6・7次車（3828 - 3848編成）
2000年（平成12年）1月に落成した3828編成と同年2月に落成した3838編成は、ともに6次車としてこれまでにないマイナーチェンジを行った
。本形式としては初の6両固定編成で落成し、千葉線や千原線での運用も可能になった。
5次車までの車両との相違点は下記の通りである。
1. 前部標識灯を左右上部に配置し、急行灯は後部標識灯と縦並びにして腰部左右に配置[5][6]。
2. 正面運行番号表示器をマグサイン方式からLED方式に変更[7]。
3. 踏切事故対策として運転台・車掌台骨組みの強化[6]。
4. 連結部に転落防止幌を設置したのに伴い、妻窓を廃止[5][6]。
5. 戸閉装置（ドアエンジン）に「戸閉力弱め制御機能」（閉扉後6秒間は戸閉め押さえ力を弱め、旅客の戸挟み逸走事故を防止する機能。開放スイッチ装備）付きのものを新規採用[7]。このため、それまでの1 - 5次車とは扉開閉の動作音も異なる。
6. 側扉窓の押さえ金具を、車内側平滑化のため内ばめから外ばめに変更し戸袋巻き込み事故防止を図り、合わせて扉からの隙間風防止のために戸袋内に隙間風防止ゴムを取り付け。
7. 座席端の袖仕切りを大型仕切り板化[5][6]。車椅子スペース横の座席下に暖房器を増設[7]。
8. 室内の座席はオレンジ色模様入りの硬調個別シートから、1999年（平成11年）11月以降出場した3500形更新車で実績のあるラベンダー模様入りの軟調個別シートに変更した。
9. 連結面貫通扉の窓が大型化され、乗務員仕切り扉と共に化粧板仕上げになった[6]。

車両機器面では主制御器、主電動機は大きな変更はされていないが、以下の点で変更がある。
1. 台車は1 - 5次車を基本としながら、泥除けを車体側に移設して側梁の簡素化[6]、さらにユニットブレーキの採用で軽量化したFS-547A・FS-047A形となった[6]。
2. 基礎ブレーキをユニットブレーキに変更[6]（前述）。車輪の滑走を防止するため、回生ブレーキ機能を持たない付随車に滑走防止制御装置を新設した[6]。
3. パンタグラフは下枠交差式から3500形更新車で実績のあるシングルアーム式に変更[5][6]。
4. 補助電源装置をIGBT素子を使用した静止形インバータ（SIV）（東芝製・INV-094-P0形・容量150kVA・三相交流440V出力）に変更した[7]。
5. 冷房装置は補助電源装置の変更に伴い、インバータ制御式から、三相交流440Vを電源とする稼働率制御方式（ON/OFF制御式）に変更した[5][7]。また、装置は能力を20,000kcal/hに高めたCU-717形・RPU-6016形に変更し、1両あたり46.5 kW（40,000kcal/h）に増強した[5][7]。
6. 空気圧縮機は補助電源装置の変更に伴い、駆動方式を直流600V電源によるインバータ方式から、三相交流440V電源による接触器方式とした[7]。

2001年（平成13年）1月に6次車とほぼ同仕様で7次車の3848編成が8両固定編成で落成した。これにより、2001年春をもってリース車以外の3150形が全廃された。

### 8・9次車（3858・3868編成）
京急空港線羽田空港駅（現・羽田空港第1・第2ターミナル駅）への直通列車の増発や優等列車の8両化推進を目的に、2001年8月に3858編成が落成した。この編成より京成のグループシンボルマーク導入に伴い従来側面に貼付されていた斜体ゴシック連続書体の「Keisei」ロゴプレートが廃止され、「K'SEI.GROUP」ロゴのみが貼付された。その他の6・7次車との相違点は室内の個別シートを廃し、ラベンダー色模様入りロングシートを採用した。座席生地色は6・7次車と同一である。
当初、2001年度（2001年4月 - 2002年3月）の事業計画では3200形初期車の置き換え関係で8次車8両編成1本と6両編成2本を導入する計画であったが、芝山鉄道開業（2002年10月27日に開業）も間近で同社に既存の京成車（3600形）を8両1本リースすることが2001年度下期前半に決定したことから、8両編成2本の導入になった。その経緯から、芝山千代田駅前の看板に京成3700形の芝山鉄道バージョンのイラストが描かれている（鉄道ファン2003年1月号参照）。
最終編成となったのは2002年3月落成の9次車・3868編成である。同編成ではラベンダー色模様入りのバケットシートが採用されたが、座席生地は6・7次車と同色である。バケットシートについては、3300形の3313 - 3316編成で2001年8月のシート改造時に試用されたものを元に採用し、以後個別シートを使用していた3 - 5次車でも2011年までに同タイプのバケットシートに改造した。

## リース
8両編成は北総鉄道・千葉ニュータウン鉄道へのリースが行われている。

### 北総鉄道
複数の編成が7800形としてリースされている。2020年6月の青砥駅での脱線事故により7818編成（京成3748編成）が損傷し、同編成は3768編成とトレードする対応がとられた。
- 7808編成：京成3808編成（2003年1月末 - ）

- 7818編成：京成3748編成（2015年3月 - 2021年6月）
- 7828編成：京成3778編成（2018年 - ）
- 7838編成：京成3768編成（2021年12月 - ）

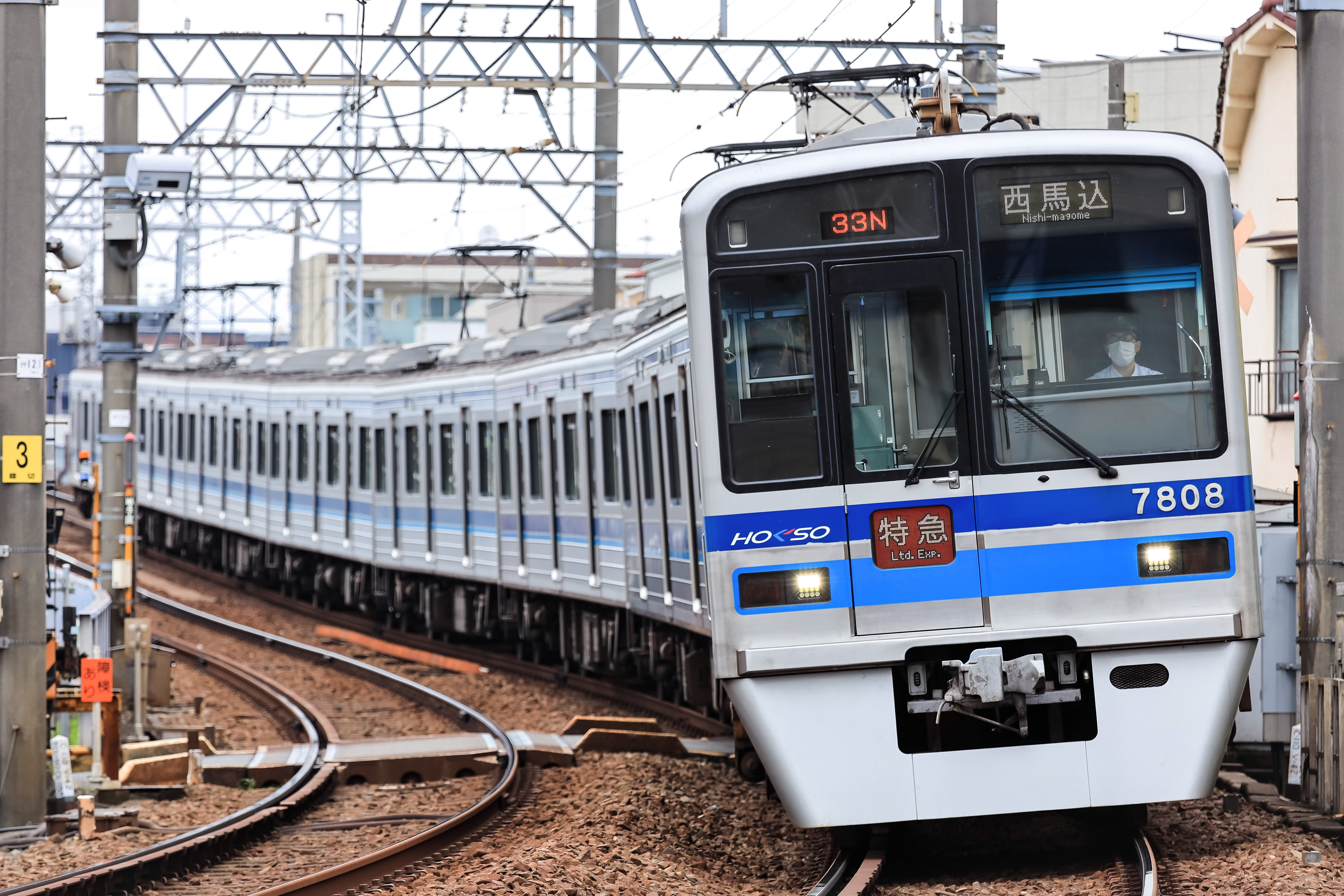
北総7808編成（京成3808編成） （2021年6月 京成立石 - 青砥間）
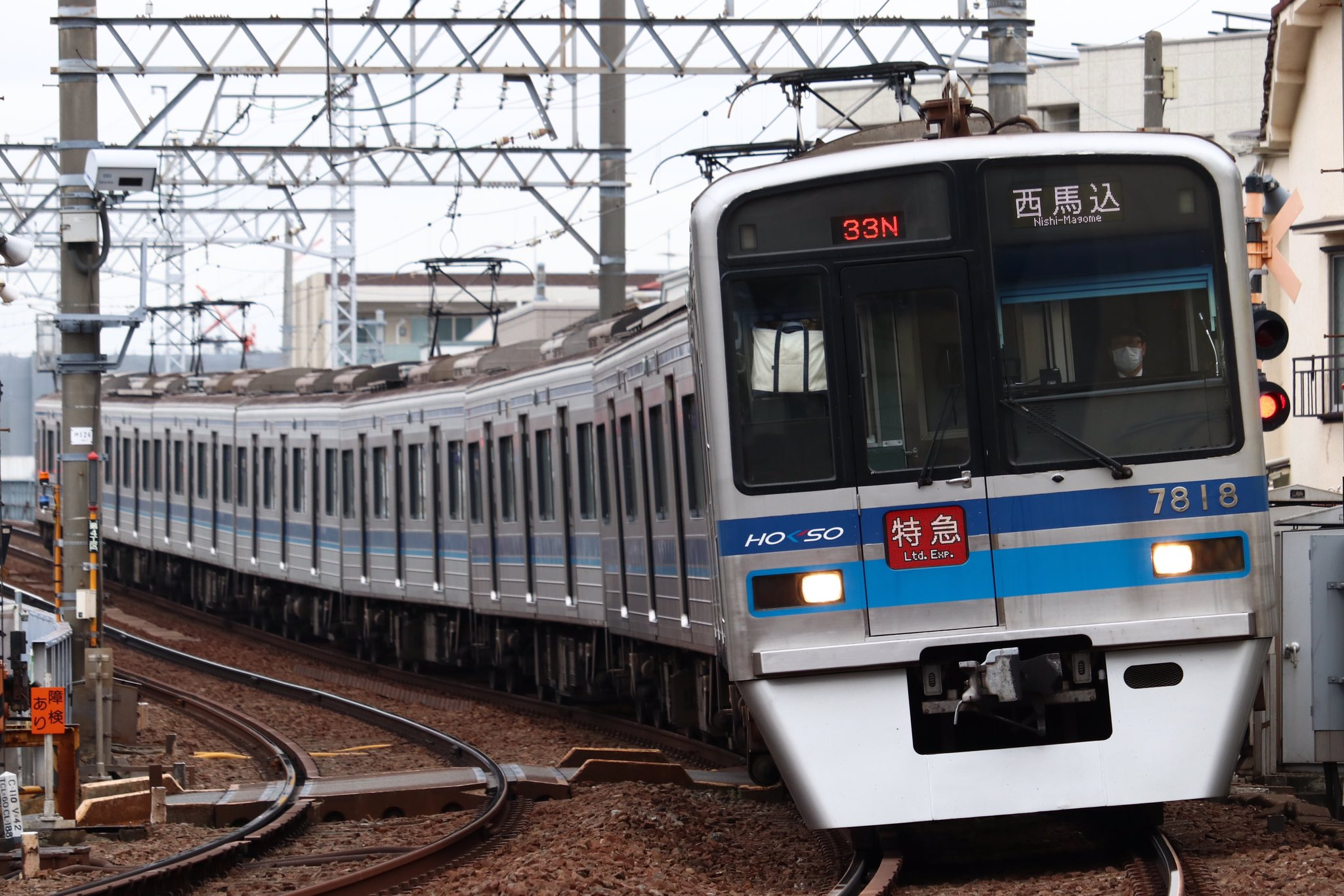
北総7818編成（京成3748編成） （2020年3月 京成立石 - 青砥間）
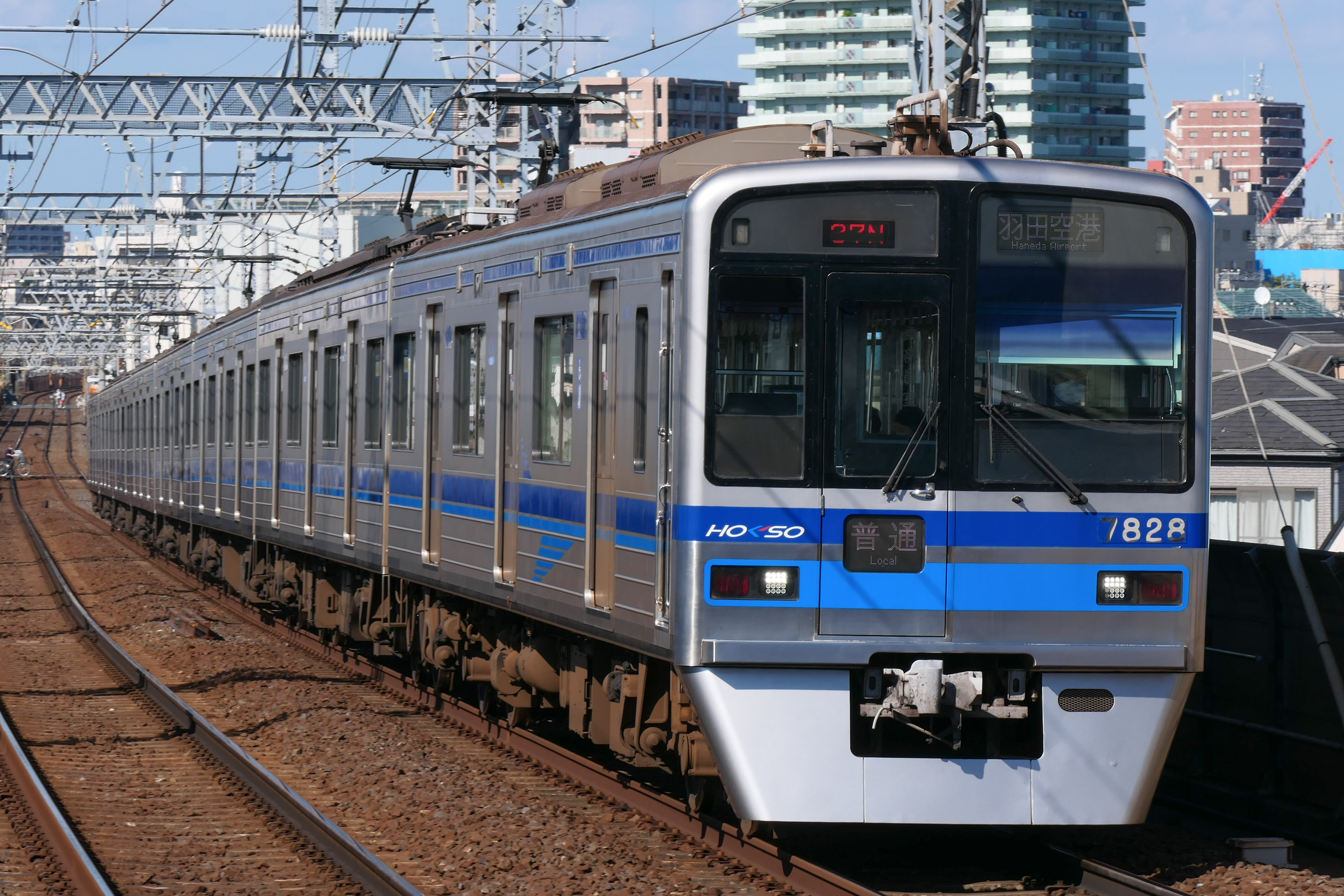
北総7828編成（京成3778編成） （2021年7月 四ツ木駅）

### 千葉ニュータウン鉄道
2017年に3738編成がリースされ、9800形の9808編成となっている。

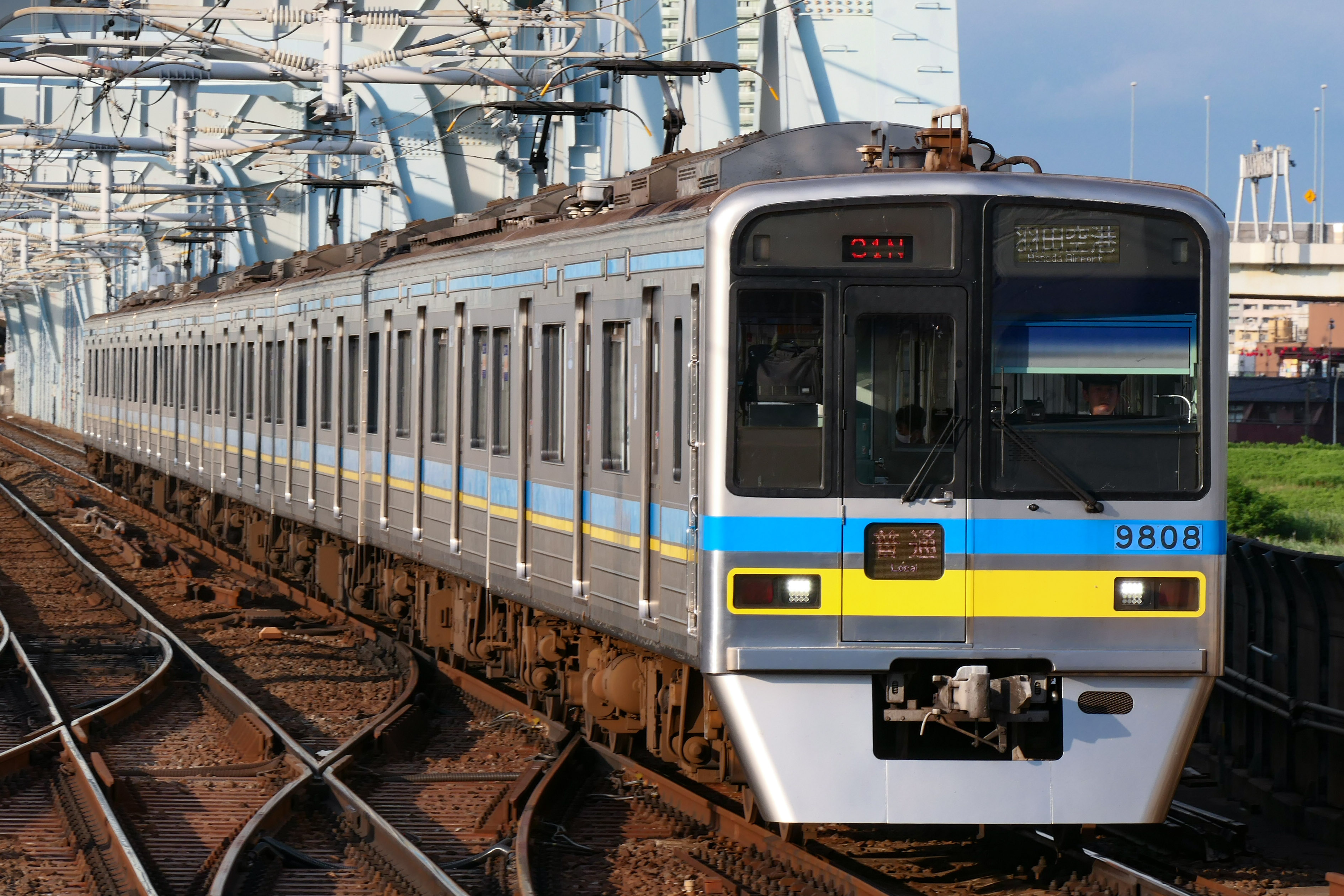
千葉ニュータウン鉄道9808編成（京成3738編成） （2021年7月 八広駅）

## 主な改造・試験

### ボルスタレス台車試験
3848編成は一時期ボルスタレス台車の試験に使用され、試験での成果は2代目AE形電車に反映されている。試験期間中は、京急非直通運用に入っていた。

### 成田スカイアクセス線対応工事
2010年の成田スカイアクセス線開業に先立ち、2007年2月上旬以降、3718編成を皮切りに外部の前面および側面の行先・種別表示を従来の幕式から3色LEDにする工事を開始し、2008年10月までに5次車までの編成で完了。2009年10月以降は6 - 8次車のLED表示化工事を開始し、こちらは種別フルカラーLED、行先 高輝度白単色LEDとし、2010年6月までに完了。この時点で3700形は全車 種別・行先表示をLED化した。3色LEDに交換した1 - 5次車においては2010年5月 - 2012年12月にかけて6次車以降同様種別フルカラーLED、行先 高輝度白単色LED表示タイプに再変更し、2012年12月以降、3700形は全車種別をフルカラーLEDにて表示するようになった。
時速120km/h運転を行う成田スカイアクセス線の運用に際し、1995年の京浜急行電鉄の快速特急120 km/h運転化と同様に120km/hからの非常制動時の停止距離を600m以内とするための改造工事が2008 - 2009年に、8両編成全編成にて施工され、時速120km/h運転可能とした。内容は以下の通り。
- 元空気溜圧力の増圧（京急車と同様の通称「増圧ブレーキ」を採用）。
- 非常増圧ブレーキ設定の変更（ただし初速110km/h以上での非常ブレーキ増圧機能は3700形全車とも新製時対応済）。
- 圧力計の換装等。それと同時期にブレーキ作用装置を改良しブレーキ緩和音の静粛化を行ない、こちらは6両編成でも施工した。

### 車内リニューアル
2012年2月以降、3708編成を皮切に室内リニューアル工事が開始された。主な内容としては床敷物を3000形同様のグレーベース・中央ライトブルーの柄模様に変更、側窓半数の固定化。2015年9月に出場した3768編成以降は側窓をUVカットガラスとした（工事完了した編成のうち3708 - 3748編成以外全て）。2016年11月に工事を行った3788編成からは室内袖仕切を6次車以降同様に大型化した（3788編成と3778編成が対象）。
2014年7月以後、3728編成を筆頭に車内照明が直管式LED照明に交換されている。同工事は基本的に、前述のリニューアル工事とは別枠でリニューアル工事未施工車も行っている。
2017年の事業計画から車内案内表示器のLCD化が開始され、2019年度内に全編成が完了した。

### その他
- 2002年7月 - 9月に全車両の種別表示器を同年10月12日の種別変更によるダイヤ改正対応のものに交換した（普通=黒、快速=ピンク、特急=赤などに各種別を色分けし、前面幕は白地に種別色文字・側面幕は種別色地に白文字。書体は1993年9月に3400形3418編成以降で初採用されたものと同様に細ゴシック体で小文字併用英字併記）。
- 2004年6月から、3708編成を最初に車内客用ドア上部のLED案内表示器について、新3000形と同内容を表示するもの（ただし形状は異なる）に交換され、同年秋までに1次車全編成が交換された。2006年12月以降は3738編成を皮切りに2次車についても交換している。1次車がすべての客用ドア上部に設置しているのに対して、2次車以降は3400形と同様の千鳥（交互）配置となった。2010年現在は、側面の行先・種別表示のLED化（後述）と並行して施工されている。
- 2005年7月以降、順次転落防止幌設置が開始された。

## 運用
本形式は8両編成が主で、都営浅草線・京急線・北総線への直通運転にも対応しているため、他の8両編成とともに主に本線や押上線・都営浅草線・京急線直通の優等運用に使用される。成田スカイアクセス線では原則として3100形が運用されているが、ダイヤ乱れ等で本形式が使用される場合もある。
6両編成は主に普通運用主体で使われており、千葉線・千原線や押上線にも入線することがある。ただし、都営浅草線への入線実績はあるものの、京急線には入線しない。